# Simón Araya
Simón Araya Andía (Peralta, baut. 21 de enero de 1676 - León, 17 de diciembre de 1738) fue un compositor y maestro de capilla español.

## Vida
Las primeras noticias que se tienen de Araya son de su magisterio en la Colegiata de San Antolín de Medina del Campo (Valladolid), cargo que ocupó de 1700 a 1714.
En 1712 el maestro Mateo Casanova partió hacia la Catedral de Huesca, por lo que el cargo de maestro de capilla de la Catedral de León quedó vacante. El cabildo no tuvo prisa en nombrar al sucesor y el cargo quedó vacante hasta 1714, fecha en la que es nombrado maestro de capilla Simón de Araya.

Asimismo dijo el procurador que se había adjuntado el cabildo para la elección del Maestro de Capilla y para proveer con más acierto a dicha elección mandó el cabildo llamar al organista y sochantre a buscar y tomar información de los pretendientes a dicho magisterio y habiendo dicho uno y otro sobre su conveniencia, que el mejor de todos por sus obras era el de Medina del Campo, llamado [falta nombre] y entendidos por el cabildo dichos informes se nombra para dicho Maestro de Capilla al dicho y según el juicio del cabildo se le escriba dándole las gracias por dicha elección.
Actas capitulares de la Catedral de León, 8 de agosto de 1714

De su vida privada se sabe que era seglar, cosa inusual entre los maestros de capilla, y que tuvo un hijo, que posteriormente fue nombrado sacerdote.
Sus relaciones con el cabildo catedralicio nunca fueron buenas, pues parece que descuidaba sus obligaciones como compositor y como maestro de los niños cantores. Así, por ejemplo, en 1730 el cabildo le reprendió:

El señor Primicero le hizo cargo de sus obligaciones amonestando en particular sobre el exacto cumplimiento de la enseñanza pública en el claustro para el aprovechamiento de los colegiales y también de los acólitos sobre la educación de los niños [...] asimismo sobre el cuidado de resonar las composiciones de música para las festividades y por último que procure tener bien subordinados y sujetos todos los músicos para que con disciplina y puntualidad ejecuten cuanto el maestro de capilla les ordena.
Actas capitulares de la Catedral de León, 10 de junio de 1730

En 1732 se le reprendió de nuevo por no haber realizado nuevas composiciones, ni haberlas introducido desde Madrid. En 1732 ya estaba muy mayor, por lo que la compra de composiciones había sido aceptado por el cabildo. Amonestaciones de este tipo son frecuentes en las actas capitulares a lo largo de los años.
Araya falleció el 17 de diciembre de 1738, muy endeudado. Legó sus partituras para saldar una deuda de 2000 reales que había contraído. Quedó el sochantre Jiménez ocupando el cargo de forma interina.

## Obra
Simón Araya se posicionó en contra de Francisco Valls en la polémica de la Missa Scala Aretina.

Recibo la de V. M.; y aunque de priesa, digo con todo gusto que habiendo visto el paso de don Francisco Valls, maestro de capilla de la santa iglesia de Barcelona, y discurriendo modo para dar por buena la entrada del tiple segundo, no hallo razón para salvarla, antes bien la califico de falsa, por ser contra toda buena regla; y aunque no hubiera otra razón que la gravedad de la disonancia, se debiera condenar; porque querer dicho autor salvarla suponiendo la pausa por nota en si bemol, es razón que no se debe estimar, pues sólo para Dios queda juzgar interiores, que a nosotros sólo nos toca lo visible, que es lo escrito, y por ello veo ser falsa dicha entrada.
Confieso desde luego mi inutilidad, pues un maestro de capilla, como don Francisco Valls, dará razones para que se dé por buena, las cuales me alegrará ver, sólo por tener en qué estudiar, etc. León, y octubre diez y siete de mil setecientos y diez y seis.
Don Simón de Araya.

No se conservan más de un puñado de composiciones suyas, pese a que entre sus obligaciones figuraba «hacer música de las fiestas de Navidad y Corpus y otras fiestas que el Cabildo mandare».
- Alma redemptoris mater, motete a seis voces;
- Post dies octo, motete a cuatro voces;
- Dixit Dominus, salmo a voces;
- En el taller del contento, a cinco voces;
- Qué Música tan dulce!;
- Qué prodigio!

Además se conservan otros dos obras en el archivo de la Catedral de Buegos que posiblemente sean suyas:
- Ay, si explicarse pudiera
- Judit prodigiosa